# Pterodontia flavipes
Pterodontia flavipes är en tvåvingeart som beskrevs av Gray 1832. Pterodontia flavipes ingår i släktet Pterodontia och familjen kulflugor. Inga underarter finns listade i Catalogue of Life.